# Lova Ladiva
Sébastien Ducellier, plus connu sous le nom de scène Lova Ladiva, est un chorégraphe et drag queen française principalement connu pour sa participation à la première saison de Drag Race France.

## Jeunesse
Sébastien Ducellier grandit dans la région de Toulouse, et est un adepte régulier des boîtes de nuits des années 1990, notamment avec le groupe Sister Queen.
Il fait son entrée dans le milieu professionnel en tant que téléconseiller.

## Carrière
Ducellier commence sa carrière d'artiste dès 2008, lors de sa participation à l'édition annuelle de la Nouvelle Star. Il découvre le drag en 2009, à travers plusieurs évènements espagnols, comme ceux de Matinée Group (ca) ou Supermartxe. Il s'essaye au transformisme pour la première fois lors du nouvel an 2009, en boîte de nuit avec des amis. Après plusieurs retours positifs, il décide de créer le personnage de Lova Ladiva. Ce nom s'inspire de plusieurs icônes chères à Ducellier, Lova pour Lova Moor, chanteuse du cabaret parisien Crazy Horse, ainsi que Ladiva, en hommage aux divas enrobées de son enfance.
Lova Ladiva représente la France à la WorldPride de New York en 2019, où elle est la seule drag queen française à marcher sur sept kilomètres, en hommage aux cinquante ans des émeutes de Stonewall. Elle performe également régulièrement en Espagne, notamment à Ibiza.
Juste avant sa sélection et sa participation à l'émission Drag Race France, elle est victime d'une inondation détruisant la quasi-totalité de sa garde robe. Elle est sélectionnée avec neuf autres artistes drag pour participer à la première saison de Drag Race France, adaptation française de l'émission américaine RuPaul's Drag Race, compétition faisant s'affronter plusieurs drag queens pour le titre de prochaine superstar du drag français. Elle est éliminée lors du deuxième épisode, finissant ainsi à la neuvième place du classement, après avoir été battu lors d'une épreuve de lip-sync contre Soa de Muse sur la chanson Toutes les femmes de ta vie, des L5.
Après son passage dans l'émission télévisuelle, elle effectue une tournée dans toute la France avec les autres participantes, intitulée Drag Race France Live,. Elle est également parmi les organisateurs de la première marche des fiertés du Lot-et-Garonne, à Agen, souhaitant mettre en lumière les communautés LGBT+ locales et rurales,. Elle est également l'animatrice de la marche des fiertés de Toulouse en 2023, où elle présente aux côtés de Daphné Bürki les nouvelles reines qui s'affronteront dans la saison deux de Drag Race France.
Elle fait également plusieurs apparitions dans la saison deux de Drag Race France, où elle intervient aux côtés de Nicky Doll pour certains défis. Elle présente notamment « Le Talon faible », une parodie du Maillon faible, où elle incarne Laurence Boccolini, rôle qu'elle reprend dans la saison trois du programme.

## Influences
Lova Ladiva revendique un style de drag old-school, arborant perruques démesurées, style de maquillage distinct, un vaste assortiment de bijoux et de très longs faux ongles,. Parmi ses numéros de prédilections, elle effectue notamment beaucoup de stand-ups. Elle effectue beaucoup d'auto-dérision, et souhaite « avant tout faire rire les gens ». En plus des premières drag queens des années 1980, elle cite pour inspiration plusieurs drag queens américaines, comme Eureka O'Hara ou Bianca Del Rio, mais également Criquette Rockwell, héroïne de la série québécoise Le Coeur a ses Raisons, ou l'animatrice Laurence Boccolini. Elle déclare également beaucoup apprendre de ses consœurs drag queens qu'elle a rencontré lors de la compétition, notamment au niveau du maquillage.

## Vie privée
Ducellier explique que son personnage drag lui a permis d'enfin accepter son corps, mais également d'affirmer sa masculinité. Ducellier est atteint de spondylarthrite ankylosante, une maladie inflammatoire touchant la colonne vertébrale et le bassin. Elle utilise sa plateforme pour informer sur sa maladie, et plus généralement sur les conditions de vie des patients atteints de maladies chroniques.

## Filmographie
- 2022 : Drag Race France : candidate, neuvième place (saison 1)
- 2023 : Le Phénomène Drag Race France, un an avec les Queens : elle-même.
- 2023 : Drama Queens, avec Paloma : elle-même.